# Depotplicht
Depotplicht is een wettelijk geregelde deponeer- of bewaarplicht van alle geregistreerde documenten in een land.
Deponering wordt geregeld opdat:
- er een bewaring gebeurt van (schriftelijk of anderszins) vastgelegde cultuur- en kennisproductie
- er een archief is om het copyright vast te kunnen stellen
- de documenten centraal geregistreerd worden
- (bij verplichting) de overheid een middel in handen heeft om censuur te kunnen handhaven.

Voor de uitvoering van een depotplicht richten overheden een nationale bibliotheek op.

## Vormen
Er bestaan twee vormen:
- een verplicht depot
- een vrijwillig depot.

### Verplicht depot

#### Frankrijk
Frankrijk is de uitvinder van het wettelijk depot voor boeken. Sedert 1537 is een uitgever hier verplicht een of twee exemplaren van elke publicatie neer te leggen. Deze verplichting werd tijdelijk afgeschaft van 1790 tot 1794, in de geest van de Franse Revolutie die verplichtingen wilde afschaffen. Sedert 1925 zijn in Frankrijk naast de uitgevers ook de boekdrukkers verplicht hun boeken neer te leggen.

#### België
Sinds 1966 bestaat er een depotplicht voor uitgevers bij de Koninklijke Bibliotheek van België (KBR). Deze geldt voor alle publicaties die in België worden uitgegeven en ook voor buitenlandse publicaties waarvan de auteur Belg is en een domicilie in België heeft.
Aanvankelijk volstond het één exemplaar te deponeren, maar in 2008 is dat voor niet-periodieke publicaties (boeken en brochures) verhoogd tot twee. Dat was vooral de bevestiging van een al bestaande praktijk, die de KBR toeliet, indien ze dit nuttig achtte, een exemplaar in haar publieke collectie op te nemen. Belgische uitgevers zijn ook verplicht op een duurzame manier vooraan of achteraan in het boek een depotnummer aan te brengen. Alle gedeponeerde documenten worden beschreven in de Belgische Bibliografie.

#### Verenigd Koninkrijk
Voor werken verschenen in het Verenigd Koninkrijk en de Republiek Ierland berust het wettelijk depot bij de British Library. Daarnaast zijn er vijf universiteitsbibliotheken waarnaar uitgevers op verzoek verplicht zijn een exemplaar van hun uitgave tot te sturen:
- De Bodleian Library te Oxford
- De Cambridge University Library te Cambridge
- De National Library of Scotland te Edinburgh
- De Nationale bibliotheek van Wales te Aberystwyth
- De Trinity College Library van de universiteit van Dublin

### Vrijwillig depot
Nederland kent een vrijwillig depot, het Depot van Nederlandse Publicaties, een van de taken van de Koninklijke Bibliotheek (nationale bibliotheek van Nederland) te Den Haag.

## Grijze literatuur
Documenten die niet officieel geregistreerd worden ontberen een ISBN of ISSN. Men noemt deze documenten (rapporten, vlugschriften etc.) grijze literatuur. Teneinde deze informatie niet verloren te laten gaan, houden universiteitsbibliotheken, andere wetenschappelijke bibliotheken, archieven en speciale bibliotheken zich bezig met het gericht vergaren en ontsluiten van deze documentaire informatie.

## Beroemde depotbibliotheken
- de Library of Congress in Washington D.C. in de Verenigde Staten
- de bibliotheek van het Smithsonian Institute in dezelfde plaats
- de British Library in Londen in het Verenigd Koninkrijk
- de Bibliothèque nationale de France te Parijs in Frankrijk.

### Regelgeving
- Regeling Nederland (uit web.archive.org)
- Regeling België

### Depotcentra
- Koninklijke Bibliotheek te Den Haag
- Technische Universiteit Delft
- Bibliotheek Wageningen UR
- Fries Historisch en Letterkundig Museum
- Nationale Bibliotheek van Aruba
- Koninklijke Bibliotheek van België
- Library of Congress
- British Library - voor het Verenigd Koninkrijk en Ierland
- Bibliothèque nationale de France

### Nationale bibliografie online
- Catalogi en digitale bronnen van de Koninklijke Bibliotheek (NL)
- Catalogus TU Delft[dode link]
- Catalogus Bibliotheek Wageningen UR
- Library of Congress
- British Library
- Gallica - Bibliothèque nationale de France

### Nationale document-registratiebureaus
- Copyright-bureau USA

## Voetnoten
1. ↑  Wet van 8 april 1965 tot instelling van het wettelijk depot bij de koninklijke bibliotheek van België